# 포세이돈 어드벤처 (1972년 영화)
포세이돈 어드벤처(The Poseidon Adventure)는 1972년에 제작된 해양 재난 영화다. 영화 중간에 테마곡으로 나오는 '모닝 애프터(The Moring After)'가 아카데미상을 수상하였다.

## 줄거리
에게해에서 퇴역을 앞둔 원양 정기선 SS 포세이돈호는 뉴욕에서 아테네로 항해한다. 해리슨 선장의 안전 우려에도 불구하고, 새 소유주의 대리인은 비용 절감을 위해 전속력으로 항해할 것을 고집하며, 포세이돈호가 밸러스트를 싣지 못하게 한다.
"하늘은 스스로 돕는 자를 돕는다"고 믿는 목사 프랭크 스콧 신부는 비정통적인 견해에 대한 징벌로 아프리카의 새로운 교구로 향하고 있다. 마이크 로고 형사 경위와 전직 매춘부인 그의 아내 린다도 여행 중이며, 린다는 뱃멀미를 겪는다. 수잔 셸비와 그녀의 남동생 로빈은 부모님을 만나러 가는 중이다. 배의 작동 방식에 관심이 많은 로빈은 자주 선교와 기관실을 방문한다. 은퇴한 유대인 상점 주인 매니 로젠과 그의 아내 벨은 두 살 된 손자를 처음 만나기 위해 이스라엘로 간다. 양복상 제임스 마틴은 사랑에 서툰 건강 염려증 독신남이다. 배의 가수 노니 패리는 새해 축하 공연을 위해 리허설 중이다.
승객들이 식당에 모여 축하할 때, 선장은 해저 지진 보고를 받고 선교로 호출된다. 자정 몇 초 후, 그는 크레타 방향에서 지진해일이 다가오고 있다는 소식을 듣는다. 메이데이를 보낸 후, 배는 측면에서 충격을 받고 전복되어 거꾸로 떠오른다. 탈출구는 이제 수면 위에 있는 외부 선체, 즉 "위쪽"에서만 찾을 수 있다.
식당에서 생존자들은 자신들의 곤경을 파악한다. 부상당한 웨이터 에이커스는 이제 높이 올라간 조리실 문에 갇혀 있다. 스콧은 선체의 한 작은 부분만 1 인치 (2.5 cm) 두께인 선체로 함께 이동하자고 모두를 설득한다. 반면에 배의 사무장은 사람들에게 도움을 기다리라고 말한다. 대부분의 생존자는 사무장 편을 든다. 로젠 부부, 로고 부부, 수잔, 로빈, 에이커스, 노니, 마틴은 크리스마스 트리를 사다리로 사용하여 스콧을 따라가기로 동의한다. 일행이 조리실로 올라간 후, 여러 폭발이 일어난다. 해수가 식당을 덮치자 남은 사람들은 트리를 기어오르려 하지만, 그들의 무게 때문에 트리가 쓰러진다. 물이 방을 채우고 배는 침몰하기 시작한다.
스콧은 일행을 기관실로 이끈다. 그들이 환기 통로 안의 사다리를 오르는 동안, 더 많은 폭발로 배가 흔들린다. 에이커스는 떨어져 죽는다. 통로를 벗어난 일행은 배의 의사가 이끄는 생존자 무리를 만나는데, 그들은 뱃머리 쪽으로 향하고 있다. 스콧은 그들이 파멸로 향하고 있다고 믿는다. 그러나 로고는 그들을 따라가고 싶어 하며 스콧에게 기관실을 찾을 시간을 15분 준다. 허용된 시간보다 오래 걸렸음에도 스콧은 성공한다.
기관실은 침수된 통로 반대편에 있다. 전직 수영 선수인 벨이 자원하여 통과하려 하지만, 스콧은 그녀를 거절하고 직접 뛰어든다. 중간쯤에서 패널이 그에게 무너진다. 생존자들은 지연을 알아차리고 벨이 뛰어든다. 그녀는 스콧을 풀어주고, 그들은 반대편으로 가지만 벨은 심장마비를 겪는다. 죽기 전에 그녀는 스콧에게 자신의 차이 펜던트를 매니에게 주어 그들의 손자에게 전해달라고 말한다. 로고는 벨과 스콧이 괜찮은지 확인하기 위해 헤엄쳐 건너온 다음, 나머지 사람들을 이끌고 건너온다. 매니가 벨의 시신을 발견하자 그는 더 이상 나아가기를 꺼려한다. 그러나 스콧은 매니에게 그녀의 펜던트를 주며 그에게 살아야 할 이유가 있음을 상기시킨다.
스콧은 생존자들을 프로펠러 축실의 방수문으로 이끌지만, 추가 폭발로 린다가 손을 놓쳐 추락사한다. 비탄에 빠진 로고는 스콧을 비난한다. 파열된 파이프에서 증기가 분출되어 탈출구를 막는다. 스콧은 생존자들의 죽음에 대해 신에게 불평하며 불타는 기름 웅덩이를 가로질러 뛰어넘고, 뜨겁게 타는 밸브 손잡이를 잡아 증기를 차단한다. 손잡이에 매달린 채, 스콧은 낙담한 로고에게 일행을 마지막 문을 통해 통과시키라고 외친다. 잠시 동안 아무런 행동도 없다가, 스콧은 손잡이를 놓치고 추락사한다.
로고는 남은 생존자들을 문을 통해 프로펠러 축 터널로 이끈다. 그들은 밖에서 소리를 듣고 선체를 두드려 주의를 끈다. 구조대원들은 선체를 잘라 그룹을 구조하고, 다른 생존자는 없었다고 밝히며, 그들을 안전한 곳으로 데려간다.

## 배역
- 진 해크만 - 목사
- 어니스트 보그나인 - 로고

## 한국판 성우진

### KBS 재더빙 (1995년 3월 25일)
- 이완호 - 목사(진 해크만)
- 황원 - 로고(어니스트 보그나인)
- 박민아
- 정기항
- 이경자
- 주호성
- 김규식
- 한인숙
- 김창주
- 이호인
- 서혜정
- 유남희
- 박규웅
- 문관일
- 서광재

## 같이 보기
- 포세이돈 (영화) ( * 2006년 개봉)